# 언어 자율 학습 프로그램 목록
자기 학습 프로그램을 이용하면 교사 없이도 언어를 학습할 수 있으며 해당 과정은 교실 수업을 보완하거나 대체할 수 있다.

## 목록
| 자기 학습 프로그램                                 | 가르치는 언어 수                                  | 인터페이스 언어 | 미디어                                              | 비즈니스 모델                                                       |
| -------------------------------------------------- | ------------------------------------------------- | --- | --------------------------------------------------- | ------------------------------------------------------------------- |
| 여행 노하우 (Reise Know-How)                       | 200                                               | 7 | 책                                                  |                                                                     |
| 클랑고                                             | 45                                                | 38 | 온라인 및 모바일 앱                                 | 프리미엄                                                            |
| 링글리                                             | 16                                                | 16 | 웹                                                  | 프리미엄                                                            |
| 하르마탄 (L'Harmattan)                             | 167                                               | 1 (프랑스어) | 책                                                  |                                                                     |
| 쿠두                                               | 164                                               | 3 |                                                     | 구독                                                                |
| 유토크                                             | 140+                                              | 27 | 온라인 및 모바일 앱                                 | 구독                                                                |
| 유로토크                                           | 132                                               | 119 | 앱                                                  |                                                                     |
| 투명한 언어 온라인                                 | 130                                               | 6 | 온라인 및 모바일 앱                                 | 월간 또는 연간 구독 또는 참여 도서관을 통한 무료 구독               |
| 평화봉사단 (Peace Corps)                           | 101                                               | 1 (영어) | 웹                                                  | 무료                                                                |
| 발음기 (Pronunciator)                              | 87                                                | 50 |                                                     | 도서관에서 비용을 지불하면 도서관 이용자에게 무료 제공              |
| 아시밀                                             | 76                                                | 12 | 책, USB                                             |                                                                     |
| 망고 언어                                          | 71                                                | 17 | 앱                                                  | 도서관 이용자에게 도서관에서 비용을 지불하면 무료 또는 월 구독 가능 |
| 글로시카                                           | 64                                                | 6 | 웹, 책                                              | 프리미엄                                                            |
| 클로즈마스터                                       | 60                                                | 33 |                                                     | 프리미엄                                                            |
| 스스로 배우기 (Teach Yourself)                     | 58                                                | 1 (영어) | 책, CD                                              |                                                                     |
| 50개 언어 (50Languages)                            | 56                                                | 56 | 웹                                                  | 무료 오디오, 앱 및 다운로드, 선택 도서 판매                         |
| Routledge의 구어체                                 | 56                                                | 1 (영어) | 물리적 미디어                                       | 책과 CD 판매                                                        |
| 중앙 인도어 연구소                                 | 47                                                | 1 (영어) | 물리적 미디어                                       | 책 판매                                                             |
| 듀오링고                                           | 43                                                | 25 | 애플리케이션 또는 웹                                | 모든 학습 기능이 무료로 제공되는 프리미엄                           |
| 외교원 (Foreign Service Institute)                 | 42                                                | 1 (영어) | 웹                                                  | 무료                                                                |
| 핌즐러                                             | 40                                                | 50 | 오디오                                              |                                                                     |
| BBC 온라인                                         | 40                                                | 1 (영어) | 웹                                                  | 무료                                                                |
| 링큐 (LingQ)                                       | 46                                                | 17 | 애플리케이션 또는 웹                                | 프리미엄                                                            |
| 첫 번째 목소리                                     | 82                                                | 1 (영어) |                                                     | 무료                                                                |
| 로제타 스톤                                        | 34                                                | 1 (영어) | 소프트웨어                                          | 일회성/구독                                                         |
| 몬들리                                             | 33                                                | 33 | 애플리케이션                                        | 프리미엄                                                            |
| VocApp                                             | 31                                                | 59 | 애플리케이션                                        | 프리미엄                                                            |
| 드롭스 (Drops)                                     | 31                                                | 31 | 애플리케이션                                        | 프리미엄                                                            |
| 멤라이즈                                           | 사용자가 만든 코스가 있는 25개 이상의 다양한 언어 | 15 | 애플리케이션                                        | 프리미엄                                                            |
| Gloss by 국방어학원                                | 29                                                | 1 (영어) | 웹                                                  | 무료                                                                |
| 베를리츠 주식회사                                  | 23                                                | 1 (영어) | 온라인 수업, 오프라인 수업, 책 및 PE(물리적 미디어) | 다양함                                                              |
| 바바덤                                             | 22                                                | 22 | 온라인                                              | 무료                                                                |
| 퀴즈릿                                             | 18                                                | 8 (중국어, 영어, 프랑스어, 독일어, 일본어, 한국어, 러시아어, 스페인어)                                                           | 온라인                                              | 프리미엄                                                            |
| Living Language (출판사)                           | 18                                                | 7 (아랍어, 영어, 중국어, 일본어, 한국어, 러시아어, 스페인어)                                                                     | 물리적 매체                                         |                                                                     |
| 란젠샤이트                                         | 17                                                | 2 (영어, 독일어) | 물리적 매체                                         |                                                                     |
| 초보자를 위한                                      | 17                                                | 2 (영어, 독일어) | 물리적 매체                                         |                                                                     |
| Linguaphone                                        | 16                                                | 2 (영어, 독일어) | 물리적 매체                                         |                                                                     |
| 바벨                                               | 14                                                | 9 (영어, 프랑스어, 독일어, 이탈리아어, 폴란드어, 포르투갈어, 스페인어, 스웨덴어, 우크라이나어)                                   | 앱                                                  | 구독                                                                |
| 부수우 (Busuu)                                     | 14                                                | 15 | 애플리케이션                                        | 프리미엄                                                            |
| Bilingual Books, Inc.                              | 12                                                | 2 (영어, 독일어) | 물리적 매체                                         |                                                                     |
| 링고디어                                           | 12                                                | 13(한국어, 일본어, 중국어, 스페인어, 프랑스어, 독일어, 포르투갈어, 러시아어, 베트남어, 인도네시아어, 이탈리아어, 태국어, 터키어) | 애플리케이션 또는 웹                                | 구독                                                                |
| 미셸 토마스 방법                                   | 12                                                | 1 (영어) | 물리적 매체                                         |                                                                     |
| 링구아.리                                          | 10                                                | 18 |                                                     | 프리미엄                                                            |
| 바보 가이드                                        | 10                                                | 2 (영어, 스페인어) | 물리적 매체                                         |                                                                     |
| Macmillan Publishers의 Behind the Wheel            | 9                                                 | 1 (영어) | 물리적 매체                                         |                                                                     |
| 링비스트                                           | 8                                                 | 8 (아랍어, 중국어, 영어, 에스토니아어, 독일어, 일본어, 포르투갈어, 러시아어)                                                     | 온라인 및 모바일 앱                                 | 프리미엄                                                            |
| 스피클리                                           | 8                                                 | 11 | 온라인 및 모바일 앱                                 | 프리미엄                                                            |
| 언어 전이                                          | 8                                                 | 2(프랑스어, 스와힐리어, 이탈리아어, 그리스어, 독일어, 터키어, 아랍어, 스페인어의 경우 영어, 영어의 경우 스페인어)                | 온라인                                              | 무료                                                                |
| 덱스웨이                                           | 8                                                 | 12 |                                                     | 구독                                                                |
| 샤움의 개요                                        | 6                                                 | 1 (영어) | 물리적 매체                                         |                                                                     |
| 론리플래닛                                         | 6                                                 | 1 (영어) | 물리적 매체                                         |                                                                     |
| 멸종 위기에 처한 언어를 위한 Living Tongues 연구소 | 6                                                 | 1 (영어) |                                                     | 무료                                                                |
| Alison                                             | 6                                                 | 1 (영어) |                                                     | 무료                                                                |
| Collins의 폴 노블 방식                             | 5                                                 | 1 (영어) | 물리적 매체                                         |                                                                     |
| 브로드웨이 북스의 Made Simple                      | 7                                                 | 1 (영어) | 물리적 매체                                         |                                                                     |
| 휴고(Hugo) - Dorling Kindersley                    | 5                                                 | 1 (영어) | 물리적 매체                                         |                                                                     |
| 랜덤하우스의 드라이브타임                          | 5                                                 | 1 (영어) | 물리적 매체                                         |                                                                     |
| 넥스트링구아                                       | 4                                                 | 4 (영어, 스페인어, 프랑스어, 러시아어)                                                                                           |                                                     | 무료                                                                |
| Durium Records의 Durium                            | 4                                                 | 1 (이탈리아어) | 물리적 매체                                         |                                                                     |
| McGraw-Hill Education의 비즈니스를 스스로 배우세요 | 4                                                 | 1 (영어) | 물리적 매체                                         |                                                                     |
| 스마진                                             | 4                                                 | 3 (영어, 포르투갈어, 터키어) |                                                     | 구독                                                                |
| 랭스터                                             | 4                                                 | 7(영어, 프랑스어, 독일어, 일본어, 간체 중국어, 번체 중국어, 터키어)                                                              | 응용 프로그램                                       | 프리미엄                                                            |
| 리들 (Readle)                                      | 1 (독일어)                                        | 6(영어, 프랑스어, 일본어, 간체 중국어, 번체 중국어, 터키어)                                                                      | 응용 프로그램                                       | 프리미엄                                                            |
| 말도 안 돼 (Nonsense)                              | 5                                                 | 5(영어, 스페인어, 프랑스어, 러시아어, 일본어)                                                                                    | 응용 프로그램                                       | 프리미엄                                                            |
| Rafael Díez de la Cortina y Olaeta의 코르티나 방법 | 10                                                | 1 (영어) | 물리적 매체                                         |                                                                     |
| 언어 TV 클럽                                       | 4                                                 | 5(스페인어, 프랑스어, 독일어, 이탈리아어, 영어)                                                                                  | 온라인                                              | 구독                                                                |
| 이탈리아어로 생각하다                              | 1 (이탈리아어)                                    | 1 (영어) | 웹                                                  | 프리미엄                                                            |
| Lingotopia(miraheze wiki)                          | 7 + 26개의 진행 중인 과정                         | 9개(중국어, 영어, 프랑스어, 독일어, 일본어, Meitei, 러시아어, 스페인어, 태국어)                                                  | 웹                                                  | 무료                                                                |
| Dasbot(der/die/das 퀴즈)                           | 1개(독일어)                                       | 1개(영어) | 애플리케이션                                        | 무료                                                                |
| Fluent Buddy                                       | 12                                                | 1개(영어) | 모바일 앱                                           | 프리미엄                                                            |
| 링 (Ling)                                          | 67                                                | 67 | 모바일 앱, 웹                                       | 프리미엄                                                            |
| 언어 반응기                                        | 40                                                | 28 | 브라우저 확장 프로그램 및 웹사이트                  | 프리미엄                                                            |

## 같이 보기
- 컴퓨터보조 언어학습
- 청소율
- 페르시아어